# Start the Healing
«Start the Healing» es una canción de la banda de nu metal estadounidense Korn, lanzado a través de Loma Vista Recordings el 11 de noviembre de 2021 como el primer sencillo de su decimocuarto álbum de estudio Requiem (2022).

## Antecedentes
Al igual que se hizo con You'll Never Find Me, el sencillo principal de su álbum anterior, el lanzamiento de este sencillo vino junto con la revelación de la portada del álbum, la fecha de lanzamiento del álbum y su lista de canciones, revelando que Start the Healing volverá a ser el tercer tema del álbum.

## Video musical
El video musical de Start the Healing fue dirigido por Tim Saccenti, conocido por su trabajo con Run the Jewels, Flying Lotus y Depeche Mode. El artista 3D Anthony Ciannamea también ayudó con las imágenes. El video musical se filtró un día antes de su lanzamiento previsto, lo que revela la ausencia de Fieldy en el video. Acumuló más de 500.000 visitas en las primeras 24 horas de su lanzamiento oficial.
Con escenas descritas como "etéreas" y "de otro mundo", el video musical está influenciado en gran medida por el surrealismo y el horror corporal. Se ve a la banda tocando en todo momento, entre la presencia de entidades humanoides, bestias mutantes y lo que parecen ser extraterrestres.

## Lista de canciones
- Descarga digital

1. «Start the Healing» – 3:28

## Personal
Korn
- Jonathan Davis – voz
- James "Munky" Shaffer – guitarra
- Brian "Head" Welch – guitarra
- Reginald "Fieldy" Arvizu – bajo
- Ray Luzier – batería